# Гіпотеза про захищеність хронології
Гіпотеза про захищеність хронології — гіпотеза, за якою закони фізики такі, щоб запобігти подорож у часі на всіх масштабах, крім субмікроскопічних. Допустимість переміщення в часі математично подається наявністю замкнутих часоподібних кривих у деяких точних розв'язках загальної теорії відносності. Гіпотезу про захист хронології слід відрізняти від гіпотези космічної цензури, згідно з якою кожна замкнута часоподібна крива проходить через горизонт подій, який може завадити спостерігачеві виявити порушення причинності (також відоме як порушення хронології).
Вперше запропонував Стівен Гокінг 1992 року.